# Ноторо
Ноторо (яп. 能取湖) — озеро (залив) в северной части острова Хоккайдо, в Японии, на побережье Охотского моря. Площадь водного зеркала озера — 59 км². Длина береговой линии равна 31 километру. Глубина достигает 22 метров, восточная часть озера глубже западной. Вместе с озёрами Абасири, Тофуцу и Сарома входит в состав квазинационального парка Абасири.
Ноторо расположено недалеко от города Абасири, округ Абасири, префектура Хоккайдо, имеет округлую, вытянутую с севера на юг, форму. Озеро соединено с Охотским морем узким проливом шириной 200 и глубиной 6-7 метров. На западном берегу озера стоят населённые пункты Ноторо, Хейва, на южном — Убаранай и Футамигаока. Восточный берег обрывистый, зарос смешанным лесом. С запада и юга в Ноторо впадает большое количество ручьёв, крупнейший изних — Убаранай. Солёность озёрной воды совпадает с солёностью охотоморской воды.

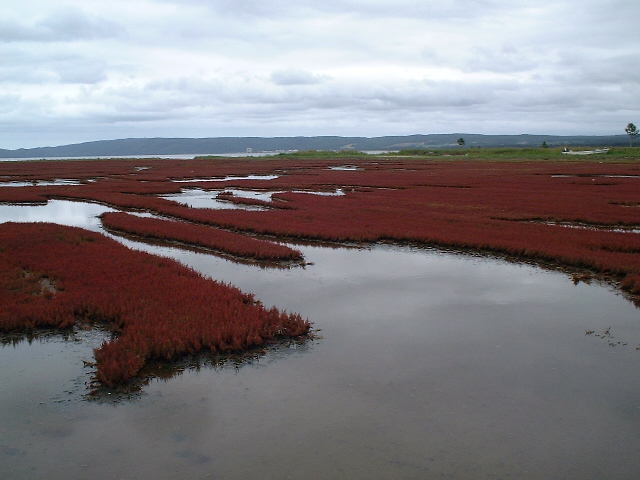
Заросли солероса на озере.

Температура воды в Ноторо меняется в зависимости от сезона от 1,5 до 21,4 °C. В период с января по апрель озеро покрывается льдом.
Воды Ноторо используются для выращивания морских гребешков, устриц и других морепродуктов. Озеро является популярным местом рыбалки — как у местных жителей, так и у туристов.
Примечательная особенность озера Ноторо — заросли растений на его берегах; осенью они становятся насыщенно красного цвета.